# Paramacrotoma scabridorsis
Paramacrotoma scabridorsis är en skalbaggsart som först beskrevs av White 1853.  Paramacrotoma scabridorsis ingår i släktet Paramacrotoma och familjen långhorningar. Inga underarter finns listade i Catalogue of Life.